# 줄구

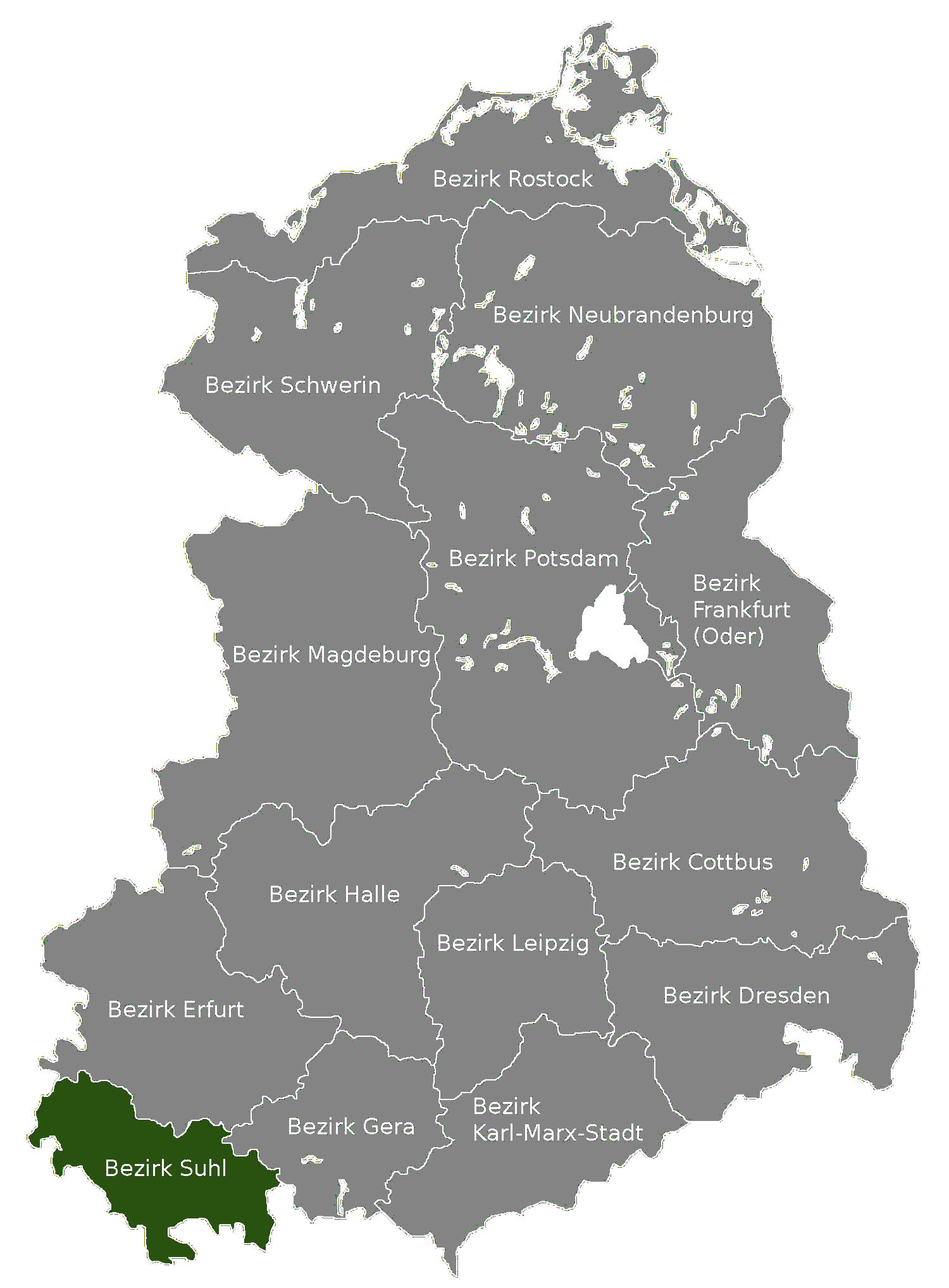
줄 구의 위치

줄구(독일어: Bezirk Suhl)는 과거 동독(독일 민주 공화국)에 존재했던 14개 구 가운데 하나로 구청 소재지는 줄이었다.

## 행정 구역 정보
- 구청 소재지: 줄
- 면적: 3,856km2
- 인구: 549,400명 (1989년 당시 기준)
- 인구 밀도: 140명/km2
- 차량 번호판 코드: O
- 하위 행정 구역: 8개 군, 1개 시

## 역사
1952년 7월 25일에 시행된 행정 구역 개편 당시에 폐지된 주를 대신하여 신설된 14개 구 가운데 하나였다. 1990년 동서독 통일 당시에 튀링겐 주에 편입되었다.

## 지리
동독 남서부에 위치한 구였으며 서쪽으로는 서독과 국경을 접하고 있었다. 북쪽으로는 에르푸르트 구, 동쪽으로는 게라 구와 접하고 있었다.

### 하위 행정 구역
- 8개 군(Landkreise): 바트잘충겐 군(Bad Salzungen), 힐트부르크하우젠 군(Hildburghausen), 일메나우 군(Ilmenau), 마이닝겐 군(Meiningen), 노이하우스 군(Neuhaus), 슈말칼덴 군(Schmalkalden), 조네베르크 군(Sonneberg), 줄 군(Suhl)
- 1개 시(Stadtkreise): 줄 시(Suhl)